# Uchida Kōsai
En aquest nom japonès, el cognom és Uchida.
Uchida Kōsai (内田 康哉, 29 de setembre de 1865-12 de maig de 1936) va ser un diplomàtic i polític japonès, ministre d'Afers Exteriors del Japó diverses vegades durant el primer terç de segle xx.

## Biografia
Va néixer a la província de Higo, actualment prefectura de Kumamoto, fill d'un samurai del clan Kumamoto i metge de la cort del domini feudal. Graduat en Dret a la Universitat Imperial de Tòquio de 1887, el mateix any va entrar al ministeri d'Afers Exteriors el mateix any i el seu ascens va ser molt ràpid.
Després d'exercir com a director general de l'Oficina de Comerç Internacional i de l'Oficina d'Afers Polítics, va ocupar diversos càrrecs diplomàtics: va ser enviat extraordinari i plenipotenciari a la Xina (1901), ambaixador extraordinari i plenipotenciari a Àustria (1907) i als Estats Units (1909). Va ser el signant del tractat de comerç i navegació entre els Estats Units i el Japó de 1911, any en què va ser nomenat també ministre d'Afers Exteriors, durant el segon govern de Saionji Kinmochi. Hagué d'afrontar els problemes derivats de la revolució xinesa de 1911, que va concloure en el tercer acord russojaponès el 1912, on es repartien la Mongolia Interior entre les seves esferes d'influència.
Nomenat ambaixador extraordinari i plenipotenciari a Rússia el 1916, i com a tal va ser testimoni de la revolució russa, la caiguda de la dinastia Romànov el març de 1917. El febrer de l'any següent torna al Japó i és nomenat ministre d'Afers Exteriors, durant el govern de Hara Takashi, càrrec que va ocupar fins a 1923. Es va oposar a la intervenció de Sibèria i va promoure vincles d'amistat amb britànics i estatunidencs a la Conferència de Pau de París (1919) i la Conferència de Washington (1921-1922). Durant aquest període va rebre el títol de comte (hakushaku). Ocupà la mateixa cartera durant els governs de Takahashi Korekiyo i Katō Tomosaburō.
El març de 1924 va ser nomenat membre del Consell Privat i va ser enviat a París a signar el Pacte Briand-Kellogg d'agost de 1928, un acord en què es renunciava a la guerra com a mitjà per resoldre conflictes internacionals. El juny va esdevenir president de la Companyia Ferroviària del Sud de Manxúria, i quan l'Exèrcit de Kwantung va causar l'incident de Manxúria el mes de setembre, va donar suport a la política expansionista de l'exèrcit. El 1932 va tornar a ser ministre d'Afers Exteriors amb el govern de Saitō Makoto. El 25 d'agost de 1932 va reconèixer Manxukuo, un estat titella del Japó, que va resultar en el Protocol del Japó i Manxukuo de setembre de 1932. Es va guanyar l'àlies Uchida Shōdo Gaiko en ocasió de les seves respostes parlamentàries sobre l'aprovació de Manxukuo. Va promoure també la marxa del Japó de la Societat de Nacions el març de 1933. El setembre del mateix any va renunciar al seu càrrec.